# Generalmajor (Nova Zelandija)
Generalmajor (izvirno angleško Major General; kratica MAJGEN) je četrti najvišji vojaški čin, drugi najvišji aktivni in najnižji generalski čin Novozelandske kopenske vojske in je neposredni naslednik britanskega čina generalmajorja; velja za dvozvezdni čin. 
Je enakovreden činu kontraadmirala Kraljeve novozelandske vojne mornarice in činu zračnega podmaršala Kraljevega novozeladskega vojnega letalstva. V Natovi strukturi činov spada v razred O-8. Podrejen je činu generalporočnika in nadrejen činu brigadirja (ki je najvišji častniški čin).
Oznaka čina generala je zvezda (red kopeli) nad prekrižano sabljo in batonom (maršalsko palico); torej ista kot je oznaka čina britanskega generalmajorja, pri čemer ima novozelandska oznaka na spodnjem delu še napis NEW ZEALAND.
Čin generalmajorja je trenutno vezan na naslednje položaje:
- namestnik načelnika Novozelandske obrambne sile;
- poveljnik Združenih sil Nove Zelandije;
- načelnik Novozelandske kopenske vojske in
- specializirani položaji v OZN ali koaliciji.